# Ordre de Saint-Jean de Jérusalem à Malte
Pour les articles homonymes, voir Ordre de Saint-Jean de Jérusalem (homonymie) et Ordre de Malte.
Ne doit pas être confondu avec Ordre souverain militaire et hospitalier de Saint-Jean de Jérusalem, de Rhodes et de Malte.
L’ordre de Saint-Jean de Jérusalem, présent à Malte de 1530 à 1798, est un ordre religieux qui a existé depuis les environs de l’année 1080 — quelques années avant la première croisade — jusque vers 1800 et qui est plus connu sous les noms d’« ordre hospitalier de Saint-Jean de Jérusalem », d’« ordre de l'Hôpital », d’« ordre hospitalier » ou plus simplement des « Hospitaliers ».
Apparu autour de 1080 à Jérusalem, peu avant la première croisade, l'ordre joue ensuite un rôle important, aux côtés des Templiers, dans la défense des États latins de Terre sainte, et, après l'éviction des croisés en 1291, s'installe à Chypre puis à Rhodes (1310), île dont il est expulsé par la conquête turque en 1522. L'ordre s'installe alors à Malte grâce à la protection de Charles Quint et devient une puissance maritime souveraine. Il est expulsé de Malte en 1798 par Bonaparte et se place sous la protection de Paul Ier de Russie. Mais rapidement se produit une crise qui aboutit à l'éclatement de l'ordre de Saint-Jean de Jérusalem en ordres concurrents.
Durant la troisième et dernière période de son existence, qui dure près de trois siècles, l'ordre des Hospitaliers joue un rôle important en Méditerranée à partir de sa base maritime de Malte.

## De la perte de Rhodes au siège de Malte (1523-1565)

### Une période d'errance (1523-1530)
Après six mois d'affrontements, les Hospitaliers capitulèrent et durent quitter Rhodes, le 1er janvier 1523, avec les honneurs de la guerre rendus par Soliman. Ils embarquent avec armes, bagages, trésor, archives et reliques (la vierge de Philerme). Les Hospitaliers emmènent, sur une trentaine ou quarantaine de navires, tous leurs blessés et tous les occupants de l'hôpital, ils sont accompagnés de 4 000 à 5 000 Rhodiens qui préfèrent ne pas rester sous la coupe des Ottomans. Ils commencent une longue errance de sept années.

### L'installation à Malte et Tripoli (1530)

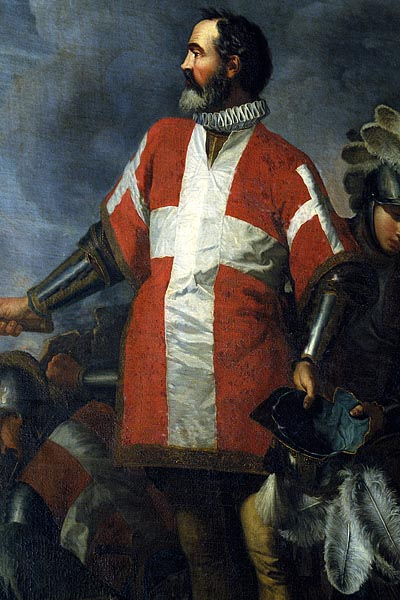
Portrait de Jean de Valette, 49e grand maître de l'ordre

Finalement l'empereur Charles Quint, qui est aussi roi d'Espagne et roi de Naples, maître de la Sardaigne et de la Sicile, comprend l'utilité d'un ordre militaire expérimenté en Méditerranée, alors que la poussée ottomane se prolonge jusqu'en Afrique du Nord : le Penon face à Alger est pris en 1529 par Khayr ad-Din Barberousse, qui a placé la régence d'Alger, sous tutelle ottomane dès 1521. Le 24 mars 1530, Charles Quint cède à l'ordre de Saint-Jean de Jérusalem la possession de l'archipel de Malte, dépendance du royaume de Sicile, ainsi que la place de Tripoli occupée par les Espagnols depuis 1510 (un des gouverneurs de Tripoli sera le futur grand maître Jean de Valette).
Malgré les défauts qu'ils trouvent à Malte : la petitesse des îles, le manque de ressources agricoles et d'eau, les réticences de la population ; les Hospitaliers acceptent restant ainsi aux avant-postes de la Chrétienté et entretenant l'espoir de reprendre pied à Rhodes. Rapidement cet espoir tombera et les Hospitaliers pensent plutôt développer leur implantation de Tripoli. C'est à partir de la perte de Tripoli en 1551 que les Hospitaliers renoncent définitivement à un retour en Orient. À Malte, ils s'installent non pas au centre de l'île, dans l'ancienne capitale des Arabes, L-Imdina, mais au plus près du port, à Borgho (Il-Birgu) protégé par le Castrum maris (fort Saint-Ange). En 1551/1552, le grand maître hospitalier Juan de Homedes met l'île en défense, il fait construire le fort Saint-Elme et le fort Saint-Michel.
Peu après leur installation à Malte, Barberousse s'empare de Tunis, mais Charles Quint lance une expédition qui le chasse dès 1535, établissant un protectorat sur le sultan hafside (Tunis sera conquise par les Ottomans en 1574).

### La perte de Tripoli (1551)

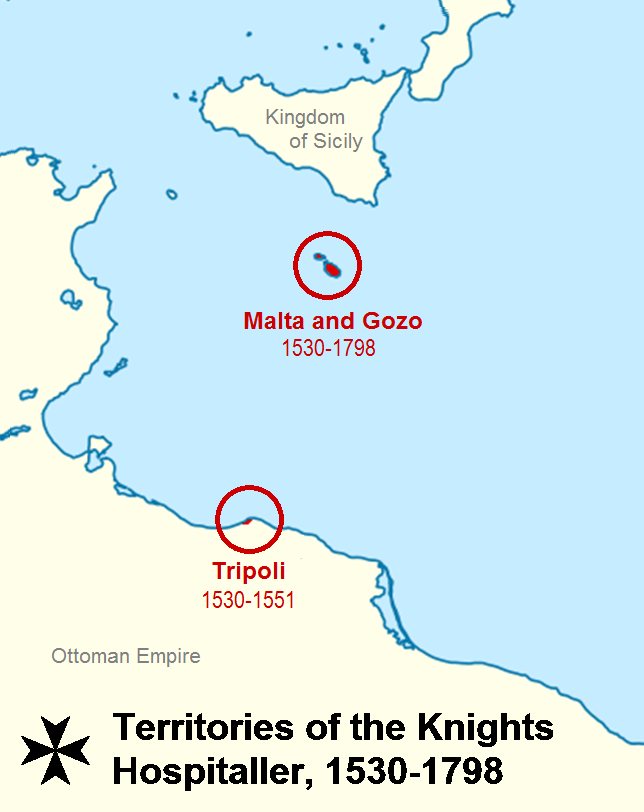
Territoires de l'Ordre de 1530 à 1551 et de 1551 à 1798.

L'attaque ottomane sur Tripoli vient en représailles à l'opération menée par les Espagnols contre Dragut à Africa (actuelle Mahdia en Tunisie). Dragut ayant pris cette petite ville au début de 1550 à partir de sa base de Djerba, constitue une menace directe pour le préside espagnol de La Goulette, près de Tunis ; dès septembre 1550, une escadre espagnole reprend Africa et l'occupe. En février 1551, les Turcs demandent officiellement aux Espagnols de quitter Africa, ce qui est refusé.
En juillet, la flotte ottomane vient menacer le port de Malte, ravage Gozo, puis se dirige sur Tripoli qui est assiégée et tombe assez facilement, les soldats de la garnison s'étant révoltés. Les chevaliers sont libérés immédiatement sur intervention de l'ambassadeur de France à Constantinople, présent à Tripoli aux côtés des Turcs.
Cet échec entraîne des débats à Malte pour déterminer les responsabilités.
À la suite des événements de 1551, le grand maître Juan de Homedes fait renforcer les protections du port de Malte : il lance la construction du fort Saint-Elme à l’extrémité de la Péninsule de Xiberras, située face à Borgo de l'autre côté du Grand Port et du fort Saint-Michel du côté de Borgo. Ces travaux sont achevés par son successeur, Claude de La Sengle.

### La Réforme et l'appauvrissement de l'ordre
Durant ces décennies, la Réforme protestante porte en Europe du Nord un grand coup aux possessions des Hospitaliers. Dans les États dont les princes deviennent protestants, leurs commanderies sont sécularisées et certains grands prieurés cessent purement et simplement d'exister, comme ceux de Suède et de Danemark. En 1540, le roi d'Angleterre Henri VIII supprime de facto la Langue d'Angleterre. C'est dans ce contexte difficile que l'ordre doit faire face à la plus grande épreuve de son histoire : le « grand siège » de 1565.

### Malte dans le conflit hispano-turc de 1560 à 1565
À la fin des années 1550, la conjoncture internationale se modifie du fait du retour à la paix en Allemagne (paix d'Augsbourg, 1558) et entre la France et l'Espagne (traité du Cateau-Cambrésis, 1559). Tout cela est favorable à l'Espagne de Philippe II confrontée aux Ottomans en Méditerranée.

#### L'expédition contre Dragut (1560): le désastre de Djerba
Dès 1559, le vice-roi de Sicile et le grand maître Jean de Valette (1557-1568), élaborent un projet d'attaque contre le corsaire Dragut qui tient Djerba et Tripoli ; Philippe II donne son accord à l'expédition.
Après de longs mois de préparatifs, celle-ci quitte Messine seulement en décembre 1560 et est obligée par le mauvais temps à relâcher pendant deux mois et demi à Malte.
En février 1560, la flotte se dirige d'abord vers Djerba qui est facilement occupée ; la construction d'un fort est entreprise. Mais le gouvernement ottoman réagit en envoyant une flotte qui arrive à Djerba dès le mois de mai. Une bonne partie de la flotte chrétienne est prise et la garnison du fort se rend après quelques semaines de siège (31 juillet 1560), sans avoir reçu de secours.

#### Le «grand siège» (1565)
La flotte turque se présente devant Malte le 18 mai 1565 avec une force de plus de cent soixante galères et trente mille hommes. Les Hospitaliers ne peuvent opposer que huit cents chevaliers et 1 450 soldats que le grand maître Jean de Valette a convoqués.
Les Ottomans débarquent sur la presqu'île de Sciberras qui domine le grand port. Face à la presqu'île, de l'autre côté du port, le retranchement hospitalier est défendu par le fort Saint-Elme ; deux autres forts, Saint-Ange et Saint-Michel, défendent les autres accès. Birgu dont les fortifications ne sont pas encore achevées[réf. nécessaire] est tenue par 60 chevaliers et quelques centaines d'hommes.

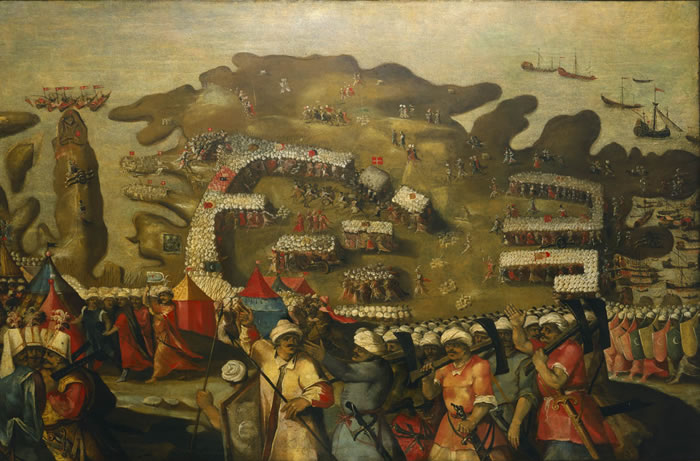
Le Siège de Malte (1565)

Les Ottomans décident de neutraliser d'abord le fort Saint-Elme ; l'attaque du fort est menée par le corsaire Dragut qui espère s'en rendre maître en cinq jours. Les cinquante canons turcs, débarqués des galères, pilonnent le fort ; les Ottomans partent à l'assaut, mais les chevaliers résistent. Rapidement, le fort Saint-Elme est isolé, encerclé côté mer par les galères ottomanes, et côté terre les troupes débarquées. La faiblesse numérique des chevaliers les empêche de lancer une contre-attaque pour briser l'encerclement. Les chevaliers, affamés, renforcés par les quelques soldats qui parviennent à rejoindre le fort à la nage, tiennent plusieurs semaines mais la situation devient critique et le fort Saint-Elme tombe le 23 juin ; deux cents chevaliers y trouvent la mort. Pour démoraliser les chevaliers défendant Birgu, le commandant ottoman, Moustapha Pacha, lance dans la rade des radeaux portant les corps crucifiés de défenseurs du fort Saint-Elme. En réponse, Jean de Valette fait décapiter les prisonniers ottomans et bombarde les lignes ennemies de leurs têtes. L'Ordre a cependant mis à profit le temps perdu par les Turcs au fort Saint-Elme pour demander de l'aide dans toute l'Europe chrétienne.
Moustapha Pacha lance l'attaque contre Birgu en juillet ; les Turcs parviennent à y entrer le 7 juin, mais ils sont repoussés. La situation des assiégés est tout de même très critique mais ils réussissent à tenir jusqu'au 7 septembre, date de l'arrivée du « grand secours », l'armée espagnole en provenance de Sicile. Les Ottomans sont contraints de lever le siège et se replient, laissant environ 30 000 morts sur le terrain. Les pertes chrétiennes ne s'élèvent qu'à 9 000 morts dont 219 chevaliers. C'est un échec pour l'Empire ottoman et cette victoire de l'Ordre ouvre une longue période de prospérité pour Malte.
Après l'échec du siège, l'Ordre se retrouve au centre des attentions des puissances catholiques européennes.

### La nouvelle ville de La Valette
Dès le mandat de Claude de La Sengle existe un projet de construction d'une ville nouvelle sur la Péninsule de Xiberras, juste en deçà du fort Saint-Elme, projet poursuivi par Jean de Valette après son élection en 1557.
La construction n'a cependant lieu qu'après le Grand Siège de 1565, mais elle bénéficie alors d'une aide extérieure considérable. Le plan définitif est établi par Francesco Laparelli, ingénieur militaire, ancien collaborateur de Michel-Ange, secondé par Gabrio Serbelloni, architecte du roi Philippe II d'Espagne, et par un architecte maltais Ġlormu Cassar. Laparelli dirige les travaux de 1566 à 1569, puis la responsabilité revient à Cassar jusqu'à sa mort en 1586.
La nouvelle ville reçoit un nom se référant au grand maître, mort en 1568 : Humilissima Civitas Vallettae, « la très humble cité de La Valette ».

## De la bataille de Lépante à la perte de Malte (1571-1798)

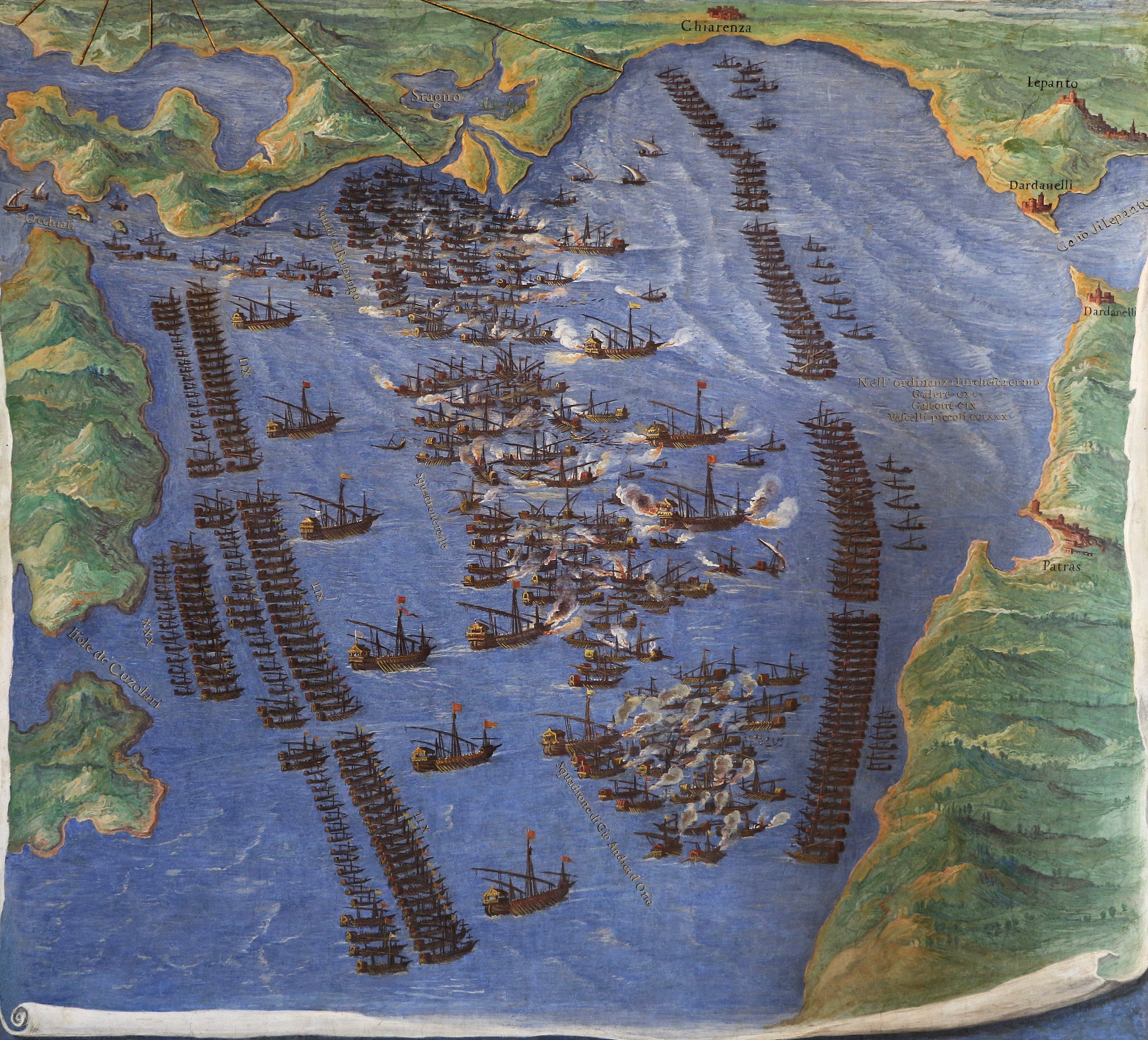
La Bataille de Lépante (1571)

### Lépante
Quelques années après leur échec à Malte, les Ottomans subissent un revers encore plus grave à Lépante, le 7 octobre 1571.
Les Hospitaliers s'illustrent pendant cette bataille navale, où la flotte de la sainte Ligue, commandée par don Juan d'Autriche, détruit la flotte ottomane.
Désormais, l'Empire ottoman n'a plus la capacité d'intervenir hors de Méditerranée orientale ; mais cela n'empêche pas les flottes « barbaresques » d'Afrique du Nord de poursuivre leurs activités en Méditerranée, et même dans l'Atlantique.
Les Hospitaliers participent cependant à une importante bataille navale le 16 août 1732, au large de Damiette en Égypte.

### L'esclavage à Malte
Après Lépante, l'Ordre se lance à nouveau, comme à Rhodes, dans le corso, la guerre de course, qui de contre-attaque qu'elle était à l'origine, devient vite un moyen pour les chevaliers de s'enrichir grâce à l'arraisonnement de cargaisons mais surtout par le commerce d'esclaves, dont La Valette devient le premier centre dans le monde chrétien,. 
Si l'affichage officiel reste une guerre contre l'infidèle, les capitaines des vaisseaux ont en réalité pour ordre de « courir les mers pour faire une riche prise et tirer un bon butin ». Et quand les difficultés économiques gouvernaient, même les navires grecs chrétiens pouvaient être capturés, sous prétexte qu'il s'agissait de schismatiques ou chrétiens d'Orient commerçant avec les Turcs.
Des navires privés recevaient également des patentes de l'Ordre, leur permettant de mener à bien des raids maritimes sous pavillon de Saint-Jean, à condition, évidemment, de reverser une partie de leur butin à l'Ordre.
L'Ordre se transforme alors en une puissance souveraine qui prend de plus en plus d'importance en Méditerranée centrale et rivalise dans le « brigandage maritime », et la traite des esclaves (même chrétiens) devenant nombreux sur l'île, avec ceux qu'il pourchasse officiellement pour infidélité,, C'est ce modèle économico-militaire qui entretiendra pendant plus de deux siècles le système esclavagiste à Malte et enrichira l'Ordre et ses membres et leurs familles.

### La décadence des mœurs
À Malte, la « pratique de la pauvreté personnelle s’était profondément altérée par rapport aux premiers temps de l’Hôpital » et la vie des Hospitaliers « au couvent était loin d’être ascétique. Dans Candide, Voltaire évoque, entre autres, la course barbaresque, mais mentionne aussi celle des Hospitaliers : dans le chapitre 11, « la Vieille » raconte comment les Barbaresques qui l'ont capturée effectuent une fouille corporelle très poussée de leurs prisonniers et prisonnières « pour voir si nous n'avions pas caché là quelques diamants », et ajoute « J'ai su que messieurs le religieux chevaliers de Malte n'y manquent jamais quand ils prennent des Turcs et des Turques ».

### Les mutations socio-politiques de l'époque classique
C'est pour l'Ordre une période de mutations singulières : peu de chevaliers accomplissent leur carrière entière au sein de l'Ordre, qui devient une sorte de lieu de formation pour de jeunes nobles.
Les chevaliers novices doivent effectuer quatre « caravanes » dans la durée de quatre années consécutives à Malte, puis reçoivent la permission de servir le souverain de leur pays d'origine, en étant éventuellement dotés des revenus d'une commanderie ; ce système attire des fils cadets de l'aristocratie, souvent admis dès l'enfance dans l'Ordre afin d'être mieux placés dans la « course aux commanderies ».
Ces Hospitaliers choisissent souvent de servir dans la marine. C'est ainsi que de grands amiraux français des XVIIe et XVIIIe siècles, tels Coëtlogon, d'Estrées, Tourville et Suffren, sont à l'origine des chevaliers de l'Ordre.
L'Ordre connaît également de grandes difficultés, notamment économique, ses dirigeants se refusant à adopter des mesures économiques efficaces et modernes. L'indépendance même du pouvoir hospitalier est menacé par l'influence toujours croissante de Versailles, comme en témoigne l'affaire de la Couronne ottomane. Enfin, le fossé se creuse de plus en plus entre l'Ordre et la population maltaise : l'affaire du capitaine de nuit expose le despotisme des aristocrates et l'émergence d'un sentiment national maltais.

## La Révolution française et la fin de l'ordre de Saint-Jean de Jérusalem
Au début de la Révolution française, les biens français des Hospitaliers sont nationalisés, comme tous les biens relevant de l'Église (Constitution civile du clergé de 1790). Le Grand prieuré de France est dissous en 1792. En 1793, Malte échappe de peu à une révolte fomentée par des agents de la Convention.

### L'expulsion et ses suites
Le 19 mai 1798, Bonaparte, quitte Toulon pour la campagne d'Égypte avec le gros de la flotte française. Il parvient à échapper à la flotte britannique de Nelson et se présente devant La Valette en demandant de faire aiguade (remplir les barriques d'eau) ; le grand maître refusant de laisser entrer dans le port plus d'un bateau à la fois, Bonaparte s’empare de Malte les 10 et 11 juin 1798, assurant ainsi ses communications ultérieures avec la métropole.
Le 16 juin (28 prairial an VI), il prend un décret dans lequel il abolit l'esclavage à Malte, une des premières décisions de ce genre en Europe. Il libère ainsi les musulmans, les Juifs et les chrétiens détenus majoritairement par les Hospitaliers, et les bonnivagli (personnes mises en servitude pour dettes) dont il trouve « le contrat déshonorant pour l'espèce humaine »,,,.
Le 19 juin 1798, la flotte française met le cap sur Alexandrie, après avoir laissé une garnison de trois mille hommes sur place.
Face à l'occupation française, le peuple maltais cherche un appui auprès du roi de Naples et de l'Angleterre. Celle-ci envoie[Quand ?] le capitaine Alexander Ball à la tête d'une flotte. Bloquée par terre par les Maltais et par mer par les Anglais, la garnison française fait sa reddition le 5 septembre 1800 ; le capitaine Ball est nommé gouverneur de l'archipel au nom du roi des Deux-Siciles.

### L'intermède orthodoxe (1798-1803)

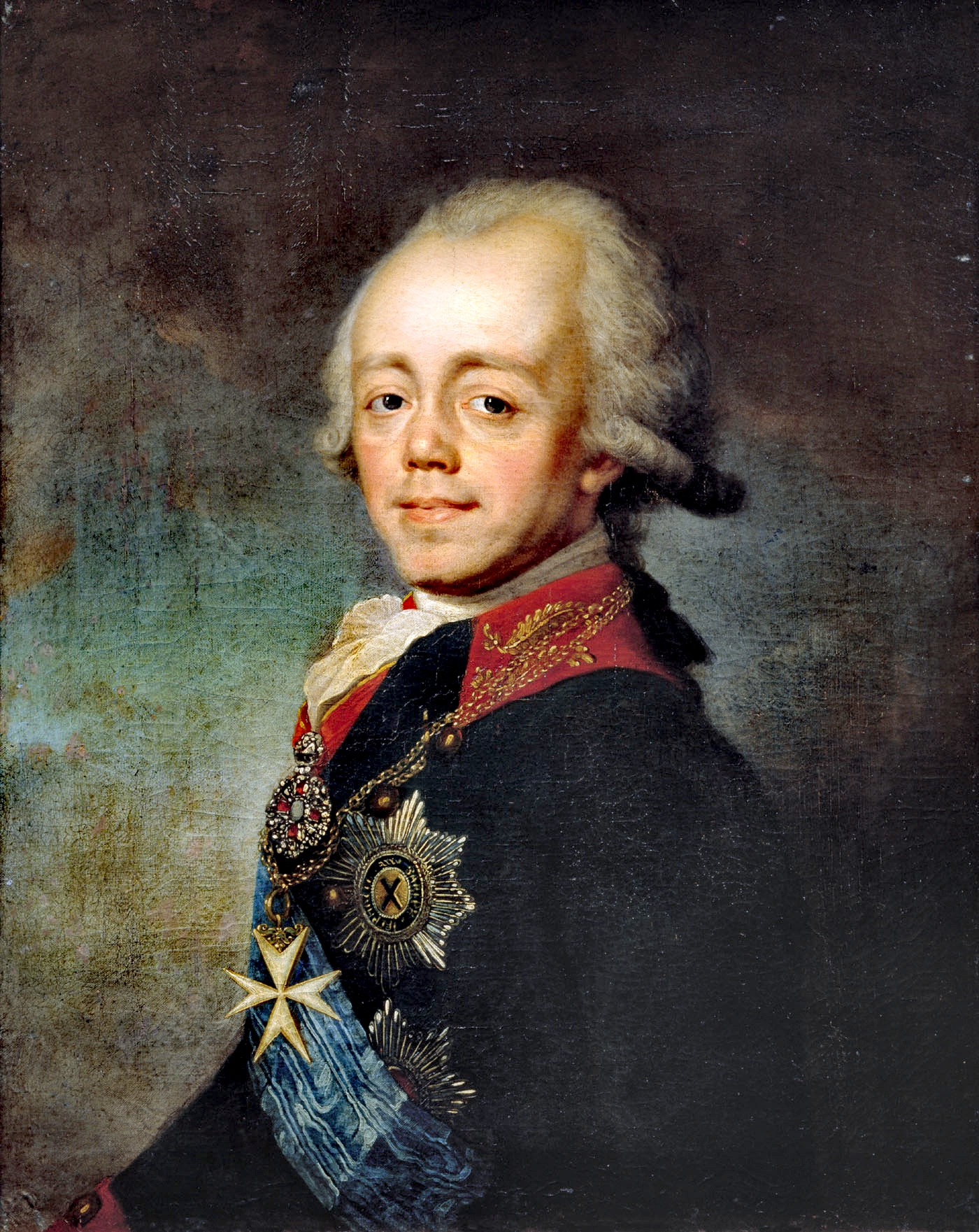
Paul Ier de Russie élu maître mais non reconnu par le pape

Les chevaliers de l'ordre de Saint-Jean chassés de l'île par Bonaparte, le grand maître Ferdinand de Hompesch demande au tsar de Russie Paul Ier de devenir le protecteur de l'ordre. Le 10 octobre 1798, les 249 chevaliers de l'Ordre exilés en Russie au palais Vorontsov de Saint-Pétersbourg proclament Paul Ier grand maître de l'ordre de Saint-Jean de Jérusalem.
L'élection de Paul Ier en 1798 soulève de nombreuses objections. En effet, celui-ci est orthodoxe et marié. Cet évènement sans précédent dans l'histoire de l'Ordre amène le Pape Pie VI à ne pas le reconnaître comme grand maître. C'est de l'abdication de Hompesch et de cette élection que les historiens datent la fin de l'ordre de Saint-Jean de Jérusalem. Au décès de Paul Ier, en 1801, son fils Alexandre Ier de Russie, conscient de cette irrégularité, décide de rétablir les anciens us et coutumes de l'ordre catholique des Hospitaliers. Par un édit du 16 mars 1801, il laisse les membres profès libres de choisir un nouveau chef. Néanmoins, étant donné l'impossibilité de réunir l'ensemble des électeurs, le comte Nikolaï Saltykov assure l'intérim de la charge. S'ensuit une période sombre qui va jusqu'à l'éclatement de l'ordre de Saint-Jean de Jérusalem. Finalement, en 1803, pour tenter de sauver l'ordre, il est convenu que la nomination du grand maître incombera uniquement et exceptionnellement au Pape Pie VII. Le 9 février 1803, le pape choisit le candidat élu du Prieuré de Russie, le bailli Giovanni Battista Tommasi comme premier grand maître nommé, et non pas élu par les Hospitaliers.

### Un État sans territoire
Le traité d'Amiens, du 25 mars 1802, qui met fin à la période de guerres commencées en 1792, comporte une clause qui prévoit la restitution à l'ordre de son territoire de Malte ; mais elle ne va pas être respectée, du fait de la reprise en mai 1803 de la guerre entre la France et l'Angleterre. Le grand maître Tommassi installe les décombres de l'Ordre à Messine en Sicile, puis à Catane, en attendant la possibilité de se reconstituer à Malte.
Le traité de Paris en 1814 reconnaît l'Angleterre, pays de religion anglicane, comme seul maître de Malte, ce qui éloigne encore un peu plus les espoirs d'un retour. En 1822, le congrès de Vérone reconnaît pourtant une fois encore la légitimité des réclamations de l'Ordre en réclamant que le sort de l'Ordre ne soit pas séparé de celui de la Grèce. Pour la première fois l'Ordre ne liait plus sa survie à celle de Malte mais les affaires espagnoles mirent rapidement fin à ce rapprochement.
À ce qui reste de l'ordre de Saint-Jean de Jérusalem, à cet « État sans territoire », le pape Léon XI en 1826 accorde comme consolation un couvent et une église à Ferrare en Italie. En 1834, l'Ordre réduit à un état-major s'installe définitivement à Rome. À partir de 1864, l'organisation en « Langues » disparaît : elles sont remplacées par des « associations nationales » ou « Grand Prieurés ».
L'ordre de Saint-Jean de Jérusalem disparait pour revivre plus d'un demi-siècle plus tard sous le nom d'ordre souverain de Malte.